# Quận Kershaw, South Carolina
Quận Kershaw là một quận trong tiểu bang South Carolina. Theo điều tra dân số năm 2000, quận có dân số 52.647 người. Năm 2005, ước tính dân số quận là 56.486 người. Quận lỵ đóng ở Camden.6

## Địa lý
Theo Cục điều tra dân số Hoa Kỳ, quận có tổng diện tích 740 dặm Anh vuông (1.917 km²), trong đó, 726 dặm Anh vuông (1.881 km²) là diện tích đất và 14 dặm Anh vuông (36 km²) trong tổng diện tích (1.89%) là diện tích mặt nước.

### Các quận giáp ranh
- Quận Lancaster, South Carolina - Bắc
- Quận Chesterfield, South Carolina - Đông bắc
- Quận Darlington, South Carolina - Đông
- Quận Lee, South Carolina - Đông nam
- Quận Sumter, South Carolina - Đông nam
- Quận Richland, South Carolina - Tây nam
- Quận Fairfield, South Carolina - Tây

## Thông tin nhân khẩu
Theo cuộc điều tra dân số2 tiến hành năm 2000, quận này có dân số 52.647 người, 20.188 hộ, và 14.918 gia đình sinh sống trong quận này. Mật độ dân số là 72 người trên mỗi dặm Anh vuông (28/km²). Đã có 22.683 đơn vị nhà ở với một mật độ bình quân là 31 trên mỗi dặm Anh vuông (12/km²).  Cơ cấu chủng tộc của dân cư sinh sống tại quận này gồm 71.61% người da trắng, 26.29% người da đen hoặc người Mỹ gốc Phi, 0.29% người thổ dân châu Mỹ, 0.31% người gốc châu Á, 0.03% người các đảo Thái Bình Dương, 0.62% từ các chủng tộc khác, và 0.84% từ hai hay nhiều chủng tộc.  1.68% dân số là người Hispanic hoặc người Latin thuộc bất cứ chủng tộc nào.
Có 20.188 hộ trong đó có 33.70% có con cái dưới tuổi 18 sống chung với họ, 55.80% là những cặp kết hôn sinh sống với nhau, 13.60% có một chủ hộ là nữ không có chồng sống cùng, và 26.10% là không gia đình. 22.60% trong tất cả các hộ gồm các cá nhân và 8.90% có người sinh sống một mình và có độ tuổi 65 tuổi hay già hơn.  Quy mô trung bình của hộ là 2.58 còn quy mô trung bình của gia đình là 3.02.
Cơ cấu độ tuổi dân cư quận này như sau 26.10% dưới độ tuổi 18, 7.60% từ 18 đến 24, 28.80% từ 25 đến 44, 24.50% từ 45 đến 64, và 12.90% người có độ tuổi 65 tuổi hay già hơn.  Độ tuổi trung bình là 37 tuổi. Cứ mỗi 100 nữ giới thì có 93.40 nam giới. Cứ mỗi 100 nữ giới có độ tuổi 18 và lớn hơn thì, có 90.00 nam giới.
Thu nhập bình quân của một hộ ở quận này là $38.804, và thu nhập bình quân của một gia đình ở quận này là $44.836. Nam giới có thu nhập bình quân $32.246 so với mức thu nhập $22.714 đối với nữ giới. Thu nhập bình quân đầu người của quận là $18.360. Khoảng 9.70% gia đình và 12.80% dân số sống dưới ngưỡng nghèo, bao gồm 16.90% những người có độ tuổi 18 và 14.10% là những người 65 tuổi hoặc già hơn.

## Thành phố và thị trấn
- Antioch
- Bethune
- Boykin
- Camden, County Seat
- Cassatt
- Elgin
- Kershaw
- Liberty Hill
- Lugoff
- Westville